# Eremurus kaufmannii
Asphodelus
Genre
Classification phylogénétique
Eremurus kaufmannii, ou lis des steppes de Kaufmann, est une espèce de plante vivace herbacée de la famille des Xanthorrhoéacées originaire des monts Alaï et du Pamir.

## Description
Le lis des steppes de Kaufmann dresse une tige de 70 cm à 1 m (rarement de 30 à 1,5 m) à partir d'un rhizome. Ses feuilles mesurent de 15 à 25 cm de largeur, tandis que son inflorescence cylindrique mesure de 10 à 40 cm en forme de hampe. Ses bractées sont petites et triangulaires, cilées et hirsutes. Ses pédicelles bien épaisses mesurent 10 mm de longueur et peuvent atteindre le double pendant la période de fructification.
Les tépales du lis des steppes de Kaufmann, qui sont blancs, mesurent de 15 à 22 mm de longueur. Ils sont jaunes au fond.
Il fleurit de juin à juillet.

## Habitat
Eremurus kaufmannii est originaire des steppes montagneuses du nord-est et de l'est de l'Afghanistan, de la région du Pamir-Alaï, à une altitude comprise entre 1 600 mètres et 3 700 mètres.

## Culture
Eremurus kaufmannii est cultivé comme plante ornementale rare depuis qu'il a été étudié par le directeur du jardin botanique de Saint-Pétersbourg, Eduard von Regel, en 1873, d'après des spécimens rapportés du Pamir par Olga Fedtchenko. Il a été nommé ainsi par Regel en l'honneur du gouverneur de la région du Turkestan, Constantin von Kaufmann.